# Max Manus
Max Manus (Bergen; 9 de diciembre de 1914 - Bærum; 20 de septiembre de 1996), nacido como Maximo Guillermo Manus, fue un miembro destacado de la resistencia antinazi noruega durante la Segunda Guerra Mundial.

## Biografía
Hijo de padre noruego, Johann Magnussen, y madre danesa, Gerda Kjørup. Tuvo una hermana, Pia. Sus padres se separaron y Max y su hermana se trasladaron a Oslo con su padre. Pasó su niñez en un barrio de la ciudad, donde fue compañero de juegos de futuros camaradas de armas. Cuando cumplió 13 años, su padre decidió enviarlo a él y a su hermana a Cuba, donde un tío tenía un comercio de abastecimiento naval.
Después de aprender español y servir un tiempo como marinero, emprendió un viaje por América Latina. En 1939 vuelve a Noruega desde Argentina por recomendación médica, ya que había enfermado de malaria y su constitución física era débil. Ya en Oslo y con planes de establecer una firma importadora, estalló la Guerra de Invierno entre Finlandia y la URSS el 30 de noviembre de 1939. La propaganda finlandesa, que buscaba apoyo entre otros países nórdicos, caló entre los noruegos de todas las opiniones políticas. El lema fue La causa de Finlandia es la causa de Noruega.

## Voluntario en la Guerra de Invierno
Convencido por la propaganda, Max se incorporó como uno de los 725 voluntarios noruegos que partieron al frente y se sumaron al llamado Svenska Frivilligkåren (Cuerpo Sueco de Voluntarios), que también incluía a voluntarios procedentes de Noruega y Dinamarca. El 28 de febrero de 1940, el cuerpo de voluntarios fue asignado para reemplazar a las tropas finlandesas en el frente de Salla, ya en suelo finlandés.
El 12 de marzo de 1940 se firmó el Tratado de Paz de Moscú dando por terminado el conflicto. 
El 13 de marzo de 1940 terminó la guerra en el frente de Salla, con el resultado de 5.000 soldados soviéticos, 187 finlandeses y 23 voluntarios muertos. Max recorrió la tierra de nadie unos días después, quedando horrorizado con la cantidad de cadáveres que vio, y preguntándose si ocurriría de igual manera en una hipotética guerra en Noruega. 
Los voluntarios noruegos emprendieron el regreso a su país, llegando a la ciudad fronteriza de Tornio el 9 de abril, donde fueron despedidos por el mariscal finlandés Carl Gustaf Emil Mannerheim, que les anunció sorpresivamente que Noruega había sido atacada por Alemania en la llamada Campaña de Noruega, y que todas las ciudades principales ya habían sido tomadas sin resistencia. El 1 de febrero de 1940, un golpe de Estado dirigido por el político fascista noruego Vidkun Quisling había formado un gobierno colaboracionista controlado por su partido, el Nasjonal Samling, y que el rey Haakon VII había pasado a la clandestinidad. La participación de Max en la Guerra de Invierno había alcanzado apenas las dos semanas.

## La invasión de Noruega
Ante la noticia de la rendición de Noruega y la toma del poder por el gobierno colaboracionista, los voluntarios noruegos cayeron en un estado de confusión y vergüenza. Hizo acto de presencia el representante noruego en el Comité de Voluntarios, el mayor Ragnvald Hvoslef, quien más tarde ocuparía el puesto de Ministro de Defensa en el gobierno colaboracionista, para dar la bienvenida a los voluntarios, felicitarlos por su participación en la Guerra de Invierno, anunciarles que solo quedaba regresar a Oslo bajo su mando, y que no había nada que temer por parte de los alemanes. 
El viaje se hizo por tren desde Estocolmo. Ni Manus ni los otros voluntarios estaban convencidos de la situación, y cuando se enteraron por los periódicos y la radio de Suecia de la verdadera situación, y de la defensa de Oslo ante la invasión alemana en la llamada Operación Weserübung, que había logrado hundir al flamante crucero alemán  Blücher, el estado de ánimo cambió completamente. En otro periódico leyeron la lista completa del gobierno colaboracionista, que incluía al mayor Hvoslef. Los voluntarios se apresuraron en regresar a Noruega para integrarse a la defensa del país, lo que hicieron por algún tiempo en la provincia de Hedmark, pero poco a poco fueron siendo vencidos por las tropas alemanas. 
Max viajó a Oslo y se enteró de que su amigo y excompañero en la Guerra de Invierno, Kolbein Lauring, estaba en prisión condenado a muerte por haber sido capturado portando un arma; pero que había sido perdonado por el gobierno colaboracionista, para aplacar la resistencia popular a éste. Juntos viajaron hasta la ciudad de Konsvinger, donde comenzaba a formarse el movimiento de resistencia noruego, al que se incorporaron, pasando ambos a la clandestinidad. Para mayo de 1941 ya existía en Noruega una organización clandestina llamada Milorg (militær organisasjon) que trató de unir a los distintos grupos que trataban de hacer oposición armada a la ocupación nazi.
Max se incorporó a la incipiente resistencia antifascista, participando en esporádicos ataques contra las tropas ocupantes de la Wehrmacht. El 16 de enero de 1942 fue sorprendido por la Gestapo en su vivienda de Oslo. Para evitar ser capturado, intentó huir saltando por una ventana, quedando malherido; siendo arrestado y enviado a un hospital por sus heridas. Después de un corto tiempo, logró huir del hospital, y con ayuda de sus compañeros, logró ocultarse por 7 meses y posteriormente exiliarse a Escocia, donde recibiría instrucción militar del Ejército británico.
Allí se incorporó a la llamada Compañía Linge, una organización militar noruega organizada por Special Operations Executive (SOE) bajo el mando de Martin Linge, un exactor noruego. Después de pasar un período de instrucción especializado en sabotaje, salto en paracaídas y camuflaje, Max regresó a Noruega el 12 de marzo de 1943, donde descendió en paracaídas en las cercanías de Oslo.
La primera acción de sabotaje la efectuaron la noche del 27 de abril en el Fiordo de Oslo, logrando hundir varias naves alemanas. En la misión utilizaron botes inflables como transporte y minas magnéticas llamadas limpet (lapa), que adosaron bajo la línea de flotación de las naves. Los participantes en la acción recibieron la condecoración noruega Krigskrossen por esta acción.
Manus voló numerosos objetivos militares e industriales alemanes incluyendo 100 aviones de guerra.
Su éxito más espectacular fue el barco de transporte Donau que operó en el Mar del Norte durante años. Max Manus y dos compañeros se infiltraron en el puerto y perforaron un agujero en el hueco de un montacargas para bajar al hielo bajo el muelle. Mediante un bote hinchable se acercaron al Donau y colocaron minas magnéticas temporizadas. El 19 de enero de 1945 el Donau zarpó y las cargas explosivas hundieron el barco de 17 000 toneladas.
Destruyó los archivos de la oficina de empleo en Oslo para evitar que Alemania los utilizara para reclutar jóvenes noruegos para la guerra en el frente del Este.

## Después de la guerra
Tras la victoria aliada en la Segunda Guerra Mundial y la expulsión de los nazis de Noruega, Max Manus se retiró de la vida militar.
Fue condecorado por los gobiernos de Estados Unidos, Reino Unido y Noruega.
En el otoño de 1945 fundó con Sophus Clausen la empresa de máquinas de oficina Clausen y Manus. En 1952 la compañía se escindió en Sophus Clausen AS y Max Manus AS. 

## Vida personal
En 1947 se casó con Ida Nikoline "Tikken" Lindebrække que se había divorciado tras la guerra. Ella era la hija del Gobernador del Condado de Bergen y trabajó como enlace para los saboteadores noruegos en el consulado británico de Estocolmo. En 1947 dio a luz a Max Manus Jr.
Lo que Manus presenció en el conflicto le dejaría secuelas de por vida, que se tradujeron en alcoholismo, brotes aleatorios de depresión y pesadillas frecuentes, que comentaba en las entrevistas que concedía.
Tras jubilarse, el matrimonio Manus decidió establecerse en España.
Max Manus falleció en la ciudad noruega de Bærum el 20 de septiembre de 1996, a los 81 años de edad.

## Cine
El 19 de diciembre de 2008 se estrenó la película biográfica Max Manus.
Dirigida por Joachim Rønning, Espen Sandberg y escrita por Thomas Nordseth-Tiller. Sus protagonistas son Aksel Hennie, Agnes Kittelsen y Nicolai Cleve Broch.
Fue una coproducción noruega, danesa y alemana.
Hasta 2008 era la película noruega más vista en la primera semana de su estreno.
En 2010 se presentó como candidata a película en lengua extranjera a la edición 82 de los Oscar.

## Honores y reconocimientos
- Cruz de Guerra con dos espadas. (Noruega)
- Medalla de participación con roseta (Deltagermedaljen) (Noruega)
- Medalla 70 aniversario Haakon VII (Noruega)
- Medalla conmemorativa de Su Majestad el Rey (1940-1945) (H. M. The King's Commemorative Medal) (Noruega)
- Orden de Servicios Distinguidos (Distinguished Service Order, Reino Unido)
- Cruz Militar con cinta (Military Cross) (Reino Unido)
- Medalla conmemorativa Guerra de Invierno (Winter War commemorative) (Finlandia)
- Medalla de la Libertad con palma de plata (Estados Unidos)
- Medalla de los voluntarios noruegos en Finlandia 1940 (Finlandia)